# Đoàn Mạnh Giao
Đoàn Mạnh Giao (1944-2023) sinh ra ở bến Nam Giao, tỉnh Thừa Thiên Huế, tên của ông kỷ niệm một thời gian ở đây và cũng dựa theo một điển tích do các ông trong họ Đoàn đặt cho. Ông là con của Đoàn Trọng Truyến nguyên Bộ trưởng – Chủ nhiệm Văn phòng Chính phủ và bà Nguyễn Thị Kim Sa.
Ông nguyên là Bộ trưởng – Chủ nhiệm Văn phòng Chính phủ (từ 15 tháng 3 năm 1999 đến 2007) thay cho Lại Văn Cử vì lí do sức khỏe (trước đó ông là Quyền Chủ nhiệm). Ông được bầu làm Chủ tịch đầu tiên của Hiệp hội Golf Việt Nam.
Đoàn Mạnh Giao xuất thân là Kỹ sư quân sự, chuyên ngành chế tạo vũ khí, nguyên giảng viên, Phó chủ nhiệm khoa Cơ điện, Học viện Kỹ thuật Quân sự. Sau đó ông chuyển sang công tác tại Văn phòng Chính phủ, được bổ nhiệm Phó Chủ nhiệm Văn phòng hàm Thứ trưởng năm 1993.
Ông từ trần vào ngày 28 tháng 01 năm 2023 (tức ngày 07 tháng Giêng năm Quý Mão 2023), tại nhà riêng, hưởng thọ 80 tuổi.

## PMU 18
Ông từng có mặt tại bữa cơm ở khách sạn Melia giữa Tôn Anh Dũng và Tổng cục phó Tổng cục cảnh sát Cao Ngọc Oánh cùng 2 quan chức Văn phòng chính phủ khác. Thiếu tướng Phạm Xuân Quắc (Cục cảnh sát điều tra tội phạm về trật tự xã hội) gửi văn bản tới Ủy ban Kiểm tra Trung ương và Ban kiểm tra tư cách đại biểu (tham dự Đại hội đại biểu toàn quốc lần thứ X), khẳng định ông không liên quan việc chạy án của Bùi Tiến Dũng.